# Гаранд, Джон
Джон Гаранд (фр. Jean Cantius Garand; 1 января 1888—16 февраля 1974) — американо-канадский конструктор-оружейник, долгое время работавший в Массачусетсе на Спрингфилдском арсенале.
Известен прежде всего как изобретатель самозарядной винтовки M1 Garand — одной из первых самозарядных винтовок, принятых на вооружение в американской армии. Эта винтовка широко использовалась в армии США и в Корпусе морской пехоты США во время Второй мировой и Корейской войн. Примечательно, что Гаранд спроектировал и изготовил не только саму винтовку, но и станки и оборудование для её серийного производства.

## Биография
Родился на ферме близ Сан-Реми, Квебек, Канада. После смерти матери в 1899 году отец переехал в Джеветт-Сити, Коннектикут. До 11 лет посещал школу, затем начал работать на текстильной фабрике. Заинтересовавшись оружием, Джон научился стрелять и в свободное время тренировался в тире и задумывался о конструировании стрелкового оружия. Работая на текстильной фабрике, Гаранд получил квалификацию механика и в 1909 году устроился в компанию по производству инструментов «Браун и Шарп», которая находилась в Провиденсе, Род-Айленд. В 1916 году он нашёл работу в нью-йоркской компании по изготовлению инструментов, одновременно продолжая учиться стрельбе в тире на Бродвее. В 1920 году Гаранд получил американское гражданство.

### Разработка оружия
Разработкой оружия профессионально Гаранд начал заниматься в 1917 году. В этом году армия США объявила конкурс на создание конструкции легкого пулемета и именно конструкция Гаранда была отмечена Министерством обороны США. Гаранд был принят на работу в Бюро стандартов США в Вашингтоне, округ Колумбия. Ему было поручено совершенствование оружия. Первая модель была представлена только в 1919 году, то есть после окончания Первой мировой войны, но правительство оставило Гаранда в должности инженера в Спрингфилдском арсенале, Массачусетс, где он проработал с 4 ноября 1919 до выхода на пенсию в 1953.
В Спрингфилде Гаранд получил задание на создание прототипа самозарядной винтовки и карабина, в которых выбрасывание гильзы и досылка следующего патрона должны были производиться с помощью пороховых газов, отводимых из ствола. Разработка эффективной, надежной и простой в разработке винтовки с учётом всех замечаний армии США растянулась на 15 лет. В результате появилась самозарядная винтовка М1 калибра .30, которая была запатентована в 1932 году и 9 января 1936 года была принята на вооружение армией США. Массовое её производство было начато в 1940 году. Она заменила винтовку M1903 Springfield и стала основным оружием пехоты под названием винтовка Гаранда. Во время Второй мировой войны было выпущено более четырёх миллионов винтовок M1. Винтовки Гаранда доказали свою эффективность и надежность и получили высокую оценку генерала Макартура. Генерал Паттон назвал винтовку M1 Garand, «величайшим средством ведения войны из всех когда-либо созданных»
В конце 1940-х — начале 1950-х годов, Гаранд разработал и построил прототип автоматической винтовки по схеме «булл-пап». В ней использовался тот же патрон, что и в M1, но магазин, автоматика и форма были совсем другими. Эта винтовка имела возможность переключения на стрельбу очередями, а темп стрельбы был примерно 600 выстрелов в минуту. После выхода Гаранда на пенсию в 1953 году работы над второй версией винтовки было прекращено. Проект был закрыт, а винтовку направили в музей Спрингфилдского арсенала в 1961. Гаранд оставался в должности консультанта в Спрингфилдского арсенале после ухода в отставку в 1953 году.
Гаранд не получил ни одного роялти за свою винтовку, несмотря на то, что начиная с 20 января 1936 года их было выпущено более шести с половиной миллионов штук. Все права на это изобретение принадлежали правительству США. В Конгресс был направлен билль о премировании Гаранда на сумму $ 100,000, но он не был принят.
Джон Гаранд умер в Спрингфилде, Массачусетс в 1974 году. Похоронен на кладбище Гилкерст-парк в Спрингфилде.

## Семья
6 сентября 1930 года в Олбани Гаранд женился на вдове из французской Канады Нелли Брюс Шепард (3 августа 1900 — 25 февраля 1986). У неё были две дочери от предыдущего брака, а также дочь и сын от Гаранда.